# Dorcadion ortrudae
Dorcadion ortrudae là một loài bọ cánh cứng trong họ Cerambycidae.